# Testa di Elena
La Testa di Elena è una scultura in marmo eseguita da Antonio Canova nel 1811 e conservata all'Ermitage di San Pietroburgo. Il gesso di questo capolavoro viene conservato presso la Gipsoteca canoviana di Possagno.

## La storia
Donata dal Canova a Isabella Teotochi Albrizzi, autrice delle Opere di scultura e di plastica di Antonio Canova, fu oggetto di molteplici epigrammi e componimenti celebrativi.
(Carlo Emmanuele Muzzarelli)
(Anonimo)
(Lord Byron)